# ريتشارد هال (رسام)
ريتشارد هال (بالسويدية: Richard Hall)‏ هو رسام سويدي، ولد في 18 أبريل 1860 في بوري في فنلندا، وتوفي في 1943 في بوينس آيرس في الأرجنتين.